# Vĩ mô toàn cầu
Vĩ mô toàn cầu là chiến lược đầu tư trên một quy mô lớn khắp thế giới bằng cách sử dụng lý thuyết kinh tế để biện hộ quá trình ra quyết định. Chiến lược này thường trên cơ sở các dự báo và phân tích về các xu hướng tỉ lệ lãi suất, dòng tổng quát của các quỹ, các thay đổi chính sách, các chính sách chính phủ, quan hệ giữa các nhà nước, và các nhân tố có tính hệ thống rộng lớn khác.
Nhà đầu cơ vĩ mô Yra Harris cho rằng "vĩ mô toàn cầu" thực ra là một thuật ngữ mới, được dùng để gọi "địa chính trị." George Soros đã sử dụng một cách nổi tiếng một chiến lược vĩ mô toàn cầu khi ông bán bảng Anh năm 1992 vào thời điểm Cơ chế tỷ giá châu Âu sụp đổ.
Trong một Vòng đàm phán Opalesque  thảo luận về vĩ mô toàn cầu, nhà quản lý quỹ đầu tư John Burbank đã thảo luận về tầm quan trọng ngày càng tăng và sự thay đổi của tư nhân và nhà đầu tư sang các chiến lược vĩ mô toàn cầu. Burbank xác định vĩ mô toàn cầu như "có một lý do để thể bán hay mua cái gì đó lớn hơn một cái nhìn cổ phiếu cơ bản."

## Mua bán vĩ mô toàn cầu
Các chiến lược mua bán vĩ mô toàn cầu đặt cơ sở trên các suy đoán đã được nghiên cứu kỹ về các phát triển kinh tế vĩ mô của thế giới.  Mike Novogratz, chủ tịch quỹ phòng vệ khổng lồ Fortress Investment Group, đã thảo luận về trao đổi vĩ mô toàn cầu trong phỏng vấn video của ông. Novogratz mô tả chiến lược vĩ mô toàn cầu như theo dõi những câu chuyện kinh tế vĩ mô, chẳng hạn như sự mất cân bằng toàn cầu, các chu kỳ kinh doanh, sự tồn tại của đồng Euro, và thay đổi mô hình tăng trưởng của nền kinh tế mới nổi. Ông nói rằng có một sự khác biệt vốn có giữa nhà quản lý quỹ vĩ mô toàn cầu và quản lý vốn truyền thống. Hầu hết các nhà quản lý mua/bán vốn cổ phần bắt đầu trong nghiên cứu như các nhà phân tích và xem xét để thực hiện theo các câu chuyện kinh tế vĩ mô dựa trên những gì các vị trí mà họ tin tưởng và vị trí cổ phiếu họ dựa vào.
Mặt khác, thương nhân và nhà quản lý vĩ mô toàn cầu chủ yếu đến từ phía bên nguy cơ kinh doanh. Đối với thương nhân và nhà quản lý vĩ mô, các yếu tố chính trong việc ra quyết định là có rủi ro, vì khi đầu tư vào một thế giới đầu cơ như vậy có rất nhiều yếu tố rủi ro và di chuyển các điểm dữ liệu mà họ phải đưa vào hạch toán. Nhà đầu cơ vĩ mô không phải là trào lưu chính thống, họ dựa vào quản lý rủi ro và ở dạng linh hoạt để tránh một khủng hoảng thanh khoản. Trong năm 2007 và 2008, với bong bóng tín dụng, nơi đã có một thời gian dài thấp biến động và thiếu tính thanh khoản, nhiều quỹ vĩ mô toàn cầu thấy mình có vấn đề về thanh khoản.